# Détachement motorisé autonome no 3
« 2e régiment colonial interarmes » redirige ici. Pour les autres significations, voir 2e régiment.
Le détachement motorisé autonome no 3 (DMA no 3) est une unité militaire française des troupes coloniales stationnée au Soudan français (actuel Mali) de 1947 à 1957.

## Création et différentes dénominations
- janvier 1947 : formation du détachement motorisé autonome no 3
- décembre 1957 : devient 2e régiment colonial interarmes (2e RCIA)
- décembre 1958 : renommé 5e régiment interarmes d'outremer (5e RIAOM)

## Historique
Le DMA no 3 est créé à Kati le 1er janvier 1947 avec des éléments du régiment de tirailleurs sénégalais du Soudan. Il forme l'élément mobile de la 3e brigade de l'Afrique-Occidentale française.
Un DMA compte alors en théorie 840 marsouins et 980 tirailleurs sénégalais, répartis dans une compagnie de commandement, un bataillon d'infanterie portée, un escadron de reconnaissance blindé, une batterie d'artillerie tractée, une compagnie du génie, un détachement de transmissions, une compagnie de transport, un escadron de réparation, une compagnie de ramassage sanitaire, un élément de ravitaillement et un peloton d'observation aérienne. Le peloton d'observation aérienne, équipé de quatre avions Morane 500, est créé le 1er octobre 1948 et stationne sur la base aérienne 162 Bamako. Le DMA no 3 a également la tutelle administrative de l'école militaire préparatoire africaine (EMPA) de Kati.
En octobre 1951, le détachement motorisé autonome est réorganisé : il est maintenant constitué avec un groupe mobile d'intervention et un centre d'instruction. Le détachement de transmissions est dissous et la compagnie de transport fusionne dans la batterie d'artillerie qui devient une unité mixte d'artillerie et de transport. Le centre d'instruction est installé à Ségou et compte une compagnie de commandement, trois compagnies d'instruction, une batterie d'instruction et un centre d'instruction automobile. Le DMA est plus tard réorganisé avec un sous-groupement léger aérotransportable et un sous-groupement lourd non aérotransportable (l'état-major lui-même devenant aérotransportable).
Le DMA no 3 intervient à plusieurs reprises en Guinée française pour « maintenir » l'ordre colonial.
En décembre 1957, le DMA no 3 est renommé 2e régiment colonial interarmes (2e RCIA). L'organisation théorique de ce type d'unité est la suivante : un état-major, une compagnie de commandement et des soutiens, trois ou quatre compagnies de combat, une compagnie d'appui, une compagnie de base, un escadron de reconnaissance, une section ou batterie d'artillerie, une compagnie du génie et une compagnie de transport. Le 2e RCIA reprend également la tutelle de l'EMPA de Kati.
Le 2e RCIA engage de fin janvier à mars 1958 des éléments dans la guerre d'Ifni au Rio de Oro et en Mauritanie. Il est renommé 5e régiment interarmes d'outre-mer en décembre 1958.

## Insigne
L'insigne présente l'ancre des troupes coloniales chargée d'une roue dentée et d'une tête de panthère.
Il est homologué H.680 en octobre 1948 et fabriqué par les entreprises Drago et Courtois.

## Personnalités ayant servi au DMAno3
- Noukoun Kone, compagnon de la Libération, affecté au DMA 3 de 1949 à 1954[4] ;
- Saye Zerbo, président de la république de Haute-Volta, engagé au DMA 3 en 1950[5] ;
- Badembié Pierre Claver Nezien, ministre de l'intérieur et de la sécurité de la Haute-Volta, engagé en 1954 au DMA 3.